# Stewart Copeland
 (janvier 2025).
Si vous disposez d'ouvrages ou d'articles de référence ou si vous connaissez des sites web de qualité traitant du thème abordé ici, merci de compléter l'article en donnant les références utiles à sa vérifiabilité et en les liant à la section « Notes et références ».
Pour les articles homonymes, voir Steward et Copeland.
Stewart Armstrong Copeland, né le 16 juillet 1952 à Alexandria (Virginie), est un musicien et compositeur américain. Il est connu pour avoir été le batteur et fondateur du groupe The Police. Après leur séparation, il a composé des musiques de films (entre autres celles de Rusty James, Wall Street et Highlander, le retour).
Il se classe à la 10e place du classement des 100 meilleurs batteurs de tous les temps du magazine Rolling Stone

## Biographie

### Jeunesse
Stewart Armstrong Copeland est né à Alexandrie, Virginie le 16 juillet 1952, le plus jeune de quatre enfants de l'officier de la CIA né en Alabama Miles Copeland Jr. et de l'archéologue écossaise Lorraine Adie. La famille a déménagé au Caire, en Égypte, quelques mois après sa naissance, et Copeland a passé ses années de formation au Moyen-Orient. En 1957, sa famille a déménagé à Beyrouth, au Liban, et Stewart a fréquenté l'école communautaire américaine là-bas. Il a commencé à prendre des cours de batterie à l'âge de 12 ans et jouait de la batterie pour des danses scolaires en l'espace d'un an. Plus tard, il a déménagé en Angleterre et a fréquenté le pensionnat de Millfield dans le Somerset de 1967 à 1969. Copeland est allé à l'université en Californie, fréquentant l'Université internationale des États-Unis et l'Université de Californie, Berkeley. De retour en Angleterre, il a travaillé comme road manager pour la tournée de retrouvailles du groupe rock progressif Curved Air en 1974, puis comme batteur pour le groupe en 1975 et 1976.

### Ses débuts
En 1975, il est le batteur pour Curved Air formé de Sonja Kristina au chant, Darryl Way au violon et Mick Jacques à la guitare. L'album Midnight Wire est produit en 1975 avec des musiciens additionnels, Peter Wood aux claviers et John G. Perry à la basse. Puis un autre album est publié en 1976, Airborne avec le même quatuor de base qui est rejoint par Tony Reeves à la basse, puis Stewart Copeland quitte le groupe pour être remplacé par Florian Pilkington-Miksa. Par la suite, Stewart joue avec le groupe Strontium 90 qui est monté par l'ex-bassiste du groupe Gong Mike Howlett, l'ex-contrebassiste de Last Exit Sting au chant et l'ex-Soft Machine Andy Summers à la guitare. Chris Cutler qui avait été prévu à l'origine étant indisponible, c'est Copeland qui a hérité du poste. Ils ont enregistré des démos qui sont parues sur l'album Strontium 90 - Police Academy publié en 1977 sur disques ARK 21 Records, sur lequel on retrouve la version démo de la chanson des Police, Every Little Thing She Does Is Magic ainsi que Visions of the Night qui deviendrait Be My Girl et 3 O'Clock Shit deviendrait O My God des Police. Ils ont joué à Paris au Gong Festival le 28 mai 1977 sous un chapiteau au Vélodrome de Vincennes, puis ils sont apparus à Londres en Juillet 1977 sous le nom The Elevators.

### The Police
Puis, en 1977, Stewart forme la base de ce qui devient The Police avec le guitariste corse Henri Padovani et le bassiste-chanteur Sting avec lequel il a joué lors du projet Strontium 90. Ils entrent en studio et gravent leur premier single Fall Out/Nothing Achieving sorti en mai 1977 sur le label Illegal. Ensuite, ils partent en tournée en première partie de la chanteuse punk Cherry Vanilla pour 25 concerts, ils accompagnent aussi celle-ci pendant ses performances. Si, au départ, le groupe poursuit ses projets sous cette forme, les choses changent lorsque le guitariste Andy Summers est intégré à la formation, deux concerts sont donnés en quatuor, le 25 juillet au Music Machine de Londres, et le second, le 5 août au Festival punk de Mont-de-Marsan avec The Clash, The Damned et Eddie and the Hot Rods. Le 12 août 1977, Henry Padovani décide de quitter le groupe pour rejoindre Wayne County and the Electric Chairs.

### Klark Kent
En parallèle de sa carrière avec The Police, Copeland a aussi enregistré sous le pseudonyme de Klark Kent deux albums distribués en Grande-Bretagne en 1978, dont le premier éponyme est entré dans les charts britanniques. En 1980 sort une compilation, Kollected Works, enregistré au studio Surrey Sound de Nigel Gray réunissant huit singles, Copeland y jouant tous les instruments.
Après avoir quitté The Police, Stewart enregistre en 1983 pour la bande originale de Rusty James (Rumble Fish) de Francis Ford Coppola le simple Don't Box Me In avec Stan Ridgway, qui connaît un certain succès.

### Projets solo et bandes originales de films (1987–1998)
Après la dissolution de The Police, Copeland s'est lancé dans la composition de bandes sonores de films (Airborne, Talk Radio, Wall Street, Riff Raff, Raining Stones, Surviving the Game, See No Evil Hear No Evil, Highlander II: The Quickening, The Leopard Son, She's Having a Baby, The First Power, Fresh, Taking Care of Business, West Beirut, I am David, Riding the Bus with My Sister, Good Burger), ainsi que pour la télévision (The Equalizer, Dead Like Me, Star Wars: Droids, le pilote pour Babylon 5 (1993), The Amanda Show de Nickelodeon, The Life and Times of Juniper Lee), d'opéras (Holy Blood et Crescent Moon, commande de Cleveland Opera) et de ballets (Prey Ballet Oklahoma, Cask of Amontillado, Noah's Ark / Solcheeka, commandé par le Seattle Symphony Orchestra, King Lear, commandé par la San Francisco Ballet Company, Emilio).
Copeland jouait aussi occasionnellement de la batterie pour d'autres artistes. Peter Gabriel l'a embauché pour jouer sur la chanson Red Rain de son album de 1986 So sur le hi-hat. Il s'est également produit avec Mike Rutherford et Tom Waits. Cette année-là, il a également fait équipe avec Adam Ant pour enregistrer la chanson titre et la vidéo du film d'Anthony Michael Hall Out of Bounds. En 1989, Copeland a formé Animal Logic avec le bassiste de jazz Stanley Clarke et la chanteuse-compositrice Deborah Holland. Le trio a eu du succès avec leur premier album et leur tournée mondiale, mais l'album suivant s'est mal vendu et le groupe n'a pas continué.
En 1993, il compose la musique du Horse Opera de Channel 4 et du réalisateur Bob Baldwin. En 1999, il a fourni la voix d'un soldat américain supplémentaire dans le film de guerre de comédie musicale d'animation South Park: Bigger, Longer & Uncut.

### Bandes originales deSpyro the Dragon(1998–2002, 2018)
Il est chargé par Insomniac Games, en 1998, de créer la partition musicale du jeu à succès de PlayStation Spyro the Dragon. Copeland jouait d'abord à travers les niveaux pour avoir une idée de chacun avant de composer la bande originale. Il est également resté avec le projet de créer les partitions musicales des suites Insomniac Spyro 2: Ripto's Rage! et Spyro: l'année du dragon. La franchise est passée à Universal pour le quatrième titre, Spyro: Enter the Dragonfly, qui sera la dernière sortie de Copeland avec la série. Alors que les bandes sonores n'ont jamais vu de sortie commerciale, l'édition limitée du quatrième jeu est livrée avec un CD bonus contenant des pistes inutilisées. Les bandes sonores ont été très bien reçues, et une piste apparaîtrait plus tard sur l'album de compilation 2007 The Stewart Copeland Anthology.
Cette période a également vu Stewart composer la bande originale de Alone in the Dark: The New Nightmare, sa seule bande originale de jeu vidéo en dehors de la franchise Spyro à ce jour. En 2000, il s'associe avec Les Claypool de Primus (avec qui il produit un morceau de l'album de Primus Antipop) et Trey Anastasio de Phish pour créer le groupe Oysterhead. Cette même année, il est approché par le réalisateur Adam Collis pour assembler la partition du film Sunset Strip.

### Collaborations (2002 - 2006)
En 2002, Copeland a été embauché par Ray Manzarek et Robby Krieger des Doors pour jouer avec eux sur un nouvel album et une tournée, mais après une blessure de Stewart, l'arrangement s'est soldé par des poursuites réciproques. En 2005, Stewart a sorti « Orchestralli », un enregistrement live de musique d'orchestre de chambre qu'il avait composée lors d'une courte tournée en Italie en 2002. Toujours en 2005, il a lancé Gizmo, un nouveau projet avec le guitariste d'avant-garde David Fiuczynski, multi- instrumentiste Vittorio Cosma, le chanteur Raiz et le bassiste Max Gazzè. Le groupe a fait ses débuts aux États-Unis le 16 septembre 2006 au Modern Drummer Drum Festival. En janvier 2006, Copeland a créé son film sur The Police intitulé Everyone Stares: The Police Inside Out au Festival du film de Sundance. En février et mars, il est apparu comme l'un des juges de l'émission télévisée de la BBC Just the Two of Us (rôle qu'il a repris plus tard pour une deuxième série en janvier 2007).

### Réunion des Police
Aux Grammy Awards 2007, Copeland, Andy Summers et Sting ont interprété à nouveau ensemble la chanson « Roxanne » sous le nom The Police. Cela a marqué la première performance publique du groupe depuis 1986 (ils s'étaient auparavant réunis uniquement pour un set improvisé à la fête de mariage de Sting en 1992 et pour leur intronisation au Rock and Roll Hall of Fame en 2003). Le lendemain, le groupe a annoncé que pour célébrer le 30e anniversaire de The Police, ils se produiraient dans ce qui s'est avéré être une tournée de retrouvailles le 28 mai 2007. Pendant la tournée, Copeland a également sorti son album de compilation The Stewart Copeland Anthology, qui était composé de son travail en solo.
Le groupe a joué 151 concerts sur les cinq continents, se terminant par un spectacle final en août 2008 au Madison Square Garden de New York.

### Gizmodrome
Gizmodrome, projet de Stewart Copeland, formé en Italie en 2017. Il se constitue de quatre membres : Stewart Copeland, Mark King (le bassiste de Level 42), Vittorio Cosma (claviériste italien) et enfin Adrian Belew (ex-guitariste de King Crimson). L'unique album éponyme du groupe est sorti le 15 septembre 2017 et a été enregistré à Milan entre le printemps 2016 et l'été 2017.

### Style
Copeland a grandi en écoutant une combinaison de musique libanaise, rock and roll, jazz et reggae, mais il a choisi parmi ces styles ce dont il avait besoin plutôt que de les imiter. Dans les années 1980, alors que de nombreux musiciens cherchaient un son plus gros avec des caisses plus grosses, il a ajouté des Octobans. Inventé par Tama Drums en 1978, les octobans se composaient de huit tambours de six pouces en forme de tubes étroits. Il a utilisé une autre innovation, une cymbale splash basée sur un jouet qu'il possédait et qu'il a aidé à concevoir avec Paiste. Il comptait beaucoup sur ses charleston de 13".
Bien qu'il soit gaucher, Copeland joue un kit de batterie pour droitier - à l'instar de Ringo Starr, par exemple -, plaçant les charleston à sa gauche et chevauchant la cymbale et les toms au sol à sa droite. Il utilise une large plage dynamique et démontre une maîtrise de l'articulation de style jazz dans son jeu de caisse claire, entrecoupant des contre-battements puissants avec une composition de jante douce. Au cours de ses années avec The Police, il est devenu connu pour n'utiliser que la charleston avec la grosse caisse pour garder le rythme.
Dans une interview avec le magazine Modern Drummer, Copeland a cité Mitch Mitchell du Jimi Hendrix Experience comme une influence musicale majeure. Il déclare que lorsqu'il était enfant, chaque fois qu'il avait une chanson ou une mélodie pop dans sa tête, il se promenait en se demandant comment Mitch Mitchell jouerait sur cette mélodie particulière. Il a également nommé Sandy Nelson et Ginger Baker comme d'autres influences fondamentales durant sa jeunesse. Il a déclaré qu'en raison de son « écoute forcée » de Buddy Rich, il se considérait comme allergique au jazz

## Équipement
Batterie : TAMA
- 10x8" Tom
- 12x8" Tom
- 13x9" Tom
- 16x16" Tom
- 18x16" Tom
- 20x14" Tama Gong
- 22x18" Grosse caisse
- 14x5" Caisse claire signature Stewart Copeland (durant les années 1970/80 avec Police, et aujourd'hui pour unique usage personnel, Stewart utilise une Pearl Jupiter de 1970, présente sur tous les albums studio du groupe)
- 4 Tama Custom Police Blue Sparkle Octobans
- 4x8" Tymp-Tom
- 4.5x10" Tymp-Tom

Cymbales : PAISTE
- 12" Signature Combo Crisp Hi-Hat
- 16" Signature Full Crash
- 17" Signature Fast Crash
- 18" Signature Fast Crash
- 18" Signature Full Crash
- 18" Signature Traditionals Light Flat Ride
- 22" Signature Blue Bell Ride
- 10" Signature Splash
- 8" Signature Splash
- 6" 2002 Cup Chime
- Cowbell
- Wood Blocks

Sur la tournée 2008 : set complet de percussions avec notamment :
- Gong
- cymbales à effets
- Crotales
- Shaker suspendu

Peaux : REMO
Coated Ambassador, Clear Pinstripe, Clear Ambassador
Baguettes : VATER
Signature Stewart Copeland "Stewart Copeland Standard"

## Discographie
- 1981 : Eberhard Schoener - de Eberhard Schoener. - Avec The Police.
- 1982 : WOMAD: Music and Rhythms - Artistes variés - Stewart Copeland avec Peter Gabriel sur Across The River. 2 CD
- 1986 : So de Peter Gabriel - Sur la chanson Red Rain.
- 1989 : Mr. Doubles Avec Moon on the Water
- 2001 : The Grand Pecking Order Avec Oysterhead
- 2004 : Orchestralli - Album live.
- 2005 : Eberhard Schoener & Friends de Eberhard Schoener & Friends - Avec Sting et Andy Summers entre autres. 2 CD
- 2007 : The Stewart Copeland Anthology - Compilation
- 2007 : Womad: Music and Rhythms - Réédition de l'album de 1982. 2 CD
- 2017 : Gizmodrome
- 2023 : Stewart Copeland: The Police Deranged For Orchestra

### Curved Air
- 1975 : Midnight Wire
- 1976 : Airborne

### Strontium 90
- 1977 : Strontium 90: Police Academy

### Klark Kent
- 1980 : Klark Kent: Music Madness from the Kinetic Kid
- 1995 : Kollected Works

### Animal Logic
- 1989 : Animal Logic
- 1991 : Animal Logic II

### Musiques de films
Cinéma
- 1983 : Rusty James (Rumble Fish) de Francis Ford Coppola
- 1985 : The Rhythmatist
- 1986 : Out of Bounds (en)
- 1987 : Wall Street d'Oliver Stone
- 1988 : La Vie en plus (She's Having a Baby)
- 1988 : Conversations nocturnes (Talk Radio)
- 1989 : Pas nous, pas nous (See No Evil, Hear No Evil)
- 1990 : Riff-Raff de Ken Loach
- 1990 : Le Premier Pouvoir (The First Power)
- 1990 : Filofax (Taking Care of Business)
- 1990 : Men at Work
- 1990 : Secret défense (Hidden Agenda) de Ken Loach
- 1991 : Highlander, le retour (Highlander II: The Quickening) de Russell Mulcahy
- 1993 : Seconds Out
- 1993 : Wide Sargasso Sea (en)
- 1993 : Raining Stones de Ken Loach
- 1993 : Airborne de Rob S. Bowman
- 1993 : Bank Robber
- 1994 : Decadence
- 1994 : Fresh
- 1994 : Rapa Nui
- 1994 : Que la chasse commence (Surviving the Game)
- 1994 : Témoin silencieux (Silent Fall)
- 1995 : Judgement
- 1996 : Le Porteur (The Pallbearer)
- 1996 : Le Dortoir des garçons (Boys)
- 1996 : The Leopard Son
- 1997 : Gridlock'd
- 1997 : Quatre jours en septembre (O Que É Isso, Companheiro?)
- 1997 : Little Boy Blue
- 1997 : Good Burger
- 1998 : West Beyrouth
- 1998 : Pecker
- 1998 : Very Bad Things
- 1999 : Elle est trop bien (She's All That)
- 1999 : Fausse donne (Made Men)
- 1999 : Simpatico
- 2000 : Dis maman, comment on fait les bébés ? (Skipped Parts)
- 2000 : Boys and Girls
- 2000 : Sunset Strip (en)
- 2001 : En bout de ligne (On the Line)
- 2002 : Les Voyous de Brooklyn (Deuces Wild)
- 2002 : Me and Daphne
- 2003 : I Am David
- 2003 : La Notte della Taranta
- 2004 : Amazon Forever
- 2005 : Fish Eye
- 2006 : Pucked

Télévision
- 1985 : Equalizer
- 1989 : Shalom Salaam
- 1992 : Le Triomphe de la vérité (Afterburn)
- 1993 : Horse Opera
- 1993 : Babylon 5: Premier contact Vorlon (Babylon 5: The Gathering)
- 1995 : Tyson
- 1996 : The Assassination File
- 1998 : Le Métro de l'angoisse (The Taking of Pelham One Two Three)
- 1998 : Futuresport
- 1998 : Legalese
- 2004 : Evel Knievel
- 2005 : Riding the Bus with My Sister

### Télévision
- 1984 : The Young Ones
- 1985 : The Equalizer
- 1985 : Droïdes : Les Aventures de R2-D2 et C-3PO
- 1989 : Shalom Salaam
- 1989 : Long Ago and Far Away - 1 épisode Noah's Ark aussi disponible en livre audio.
- 1993 : Babylon 5 - Épisode pilote uniquement.
- 1997 : Insiders - Minisérie
- 1999 : The Amanda Show
- 2000 : Brutally Normal
- 2002 : Breaking News
- 2003 : Dead Like Me
- 2004 : Dead Like Me
- 2004 : Desperate Housewives (Épisode Who's That Woman?)
- 2005 : The Life and Times of Juniper Lee (Dessin Animé) - avec Rob Cuariclia, David Lehner et Rob Lehner

### Jeu vidéo
- 1994 : Urban Strike
- 1998 : Spyro the Dragon
- 1999 : Spyro 2: Ripto's Rage
- 2000 : Spyro: Year of the Dragon
- 2001 : Alone in the Dark: The New Nightmare
- 2002 : Spyro: Enter the Dragonfly
- 2009 : Guitar Hero: World Tour
- 2018 : Spyro Reignited Trilogy